# Logrian de Florian
Logrian-Florian és un municipi francès, situat al departament del Gard i a la regió d'Occitània.